# The Girl from Outside
The Girl from Outside è un film muto del 1919 diretto da Reginald Barker. Prodotto dalla Eminent Authors Pictures Inc., il film aveva come interpreti Clara Horton, Cullen Landis, Sidney Ainsworth, Hallam Cooley.
La sceneggiatura si basa su The Wag Lady, racconto di Rex Beach pubblicato nel 1916 in The Crimson Gardenia: and Other Tales of Adventure.

## Trama

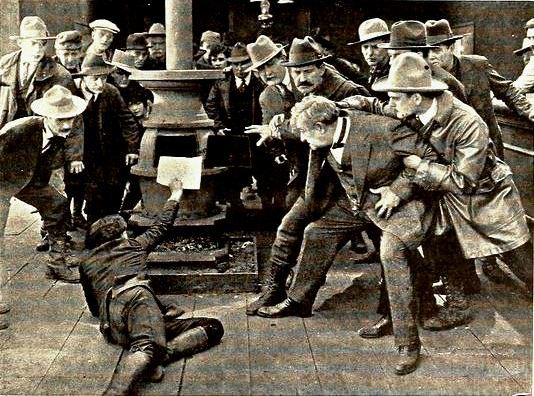
Una scena del film

Partita insieme a suo padre da Seattle per andare in Alaska, June Campbell si ritrova sola a Nome dopo la morte del vecchio Campbell. Fa allora amicizia con Curly Kid e i Wags, i suoi quattro amici: questi, usando dei metodi non proprio legali, l'aiutano ad aprire un hotel, ma lei non si rende conto che i "ragazzi" sono dei malviventi. Harry Hope, il proprietario dell'hotel, si innamora di June, al pari dei Wags che, per lei, rubano dei mobili e una mucca. Anche Jim Denton, proprietario del saloon e giocatore professionista, desidera la ragazza. Per impadronirsi della miniera d'oro di Harry, elabora un raggiro su un'opzione. Curly Kid, innamorato di June, si rende conto di essere senza speranza perché lei ama Harry. Distrugge l'opzione, ma viene ucciso da Denton. Quest'ultimo, a sua volta, verrà ucciso dal cuoco cinese prima che giungano i Wags decisi a vendicare la morte dell'amico. La buona influenza di June, che ora è felicemente unita a Harry, riporta sulla retta via i Wags che imboccano, redenti, la strada di una vita onesta.

## Produzione
Il film fu prodotto dall'Eminent Authors Pictures Inc.

## Distribuzione
Il copyright del film, richiesto da Rex Beach, fu registrato il 24 luglio 1919 con il numero LP14005.

Distribuito dalla Goldwyn Distributing Company, il film uscì nelle sale statunitensi il 1º settembre 1919. In Svezia, fu distribuito il 1º marzo 1919 con il titolo Hotell Nordstjärnans hemlighet. La Films Erka, lo distribuì in Francia come Rédemption.